# سبروس غرووف (البرتا)

مقاطعة البرتا

سبروس غرووف (بالإنجليزية: Spruce Grove )‏ بلدة كندية في مقاطعة ألبرتا.

## جغرافيتها
تبلغ مساحتها 26.40 كلم2 وعدد سكانها بحسب إحصائية سنة 2006 حوالي 19,496 نسمة بكثافة 738 نسمة/كلم2. وإحداثياتها هي 53.54492°N 113.9008°W.

## أعلام
- ناثان ديمبسي
- جينيفر هيل
- غرانت ستيفنسون
- ريان أندرسون
- غرانت فور